# Superliga A
La Superliga A è il secondo livello del campionato russo di pallacanestro.

## Storia
Nata nel 1992, dopo il disfacimento dell'Unione Sovietica, fino al 2010, rappresentava il massimo livello del campionato russo.
Tra il 2010 e il 2012 ha rappresentato il secondo livello nel sistema cestistico russo, con la promozione delle squadre nella Professional'naya basketbol'naya liga.
A partire dal 2012, con la fusione tra PBL e VTB United League, la promozione delle squadre avviene direttamente in quest'ultima lega.

## Albo d'oro
- 2011  Spartak Primor'e
- 2012  Ural Ekaterinburg
- 2013  Ural Ekaterinburg
- 2014  Avtodor Saratov
- 2015  Novosibirsk
- 2016  Sachalin
- 2017  Universitet-Jugra
- 2018  Spartak Primor'e
- 2019  Samara
- 2020 non assegnato
- 2021  Samara
- 2022  Uralmaš Ekaterinburg
- 2023  Uralmaš Ekaterinburg
- 2024  Dinamo Vladivostok
- 2025  Temp-SUMZ-UGMK